# NGC 4490
NGC 4490 é uma galáxia espiral barrada (SBcd) localizada na direcção da constelação de Canes Venatici. Possui uma declinação de +41° 38' 34" e uma ascensão recta de 12 horas, 30 minutos e 36,1 segundos. O sistema tem cerca de 20% do tamanho da Via Láctea, localizada no Hemisfério Norte e cerca de 30 milhões de anos-luz da Terra.  A galáxia NGC 4490 foi descoberta em 14 de Janeiro de 1788 por William Herschel.

## Estrutura
A galáxia tem uma forma única e também possui uma estrutura rara de núcleo duplo. Um núcleo é observável em comprimentos de onda ópticos, enquanto o outro está oculto na poeira e visível apenas nos comprimentos de onda no infravermelho e no rádio. Os astrônomos pensam que um núcleo duplo poderia contribuir para o acúmulo de buracos negros supermassivos encontrados no centro de algumas galáxias.